# Herrschaftsrecht
Herrschaftsrechte gehören zu den subjektiven Rechten und räumen dem Inhaber eine absolute und unmittelbare Herrschaftsmacht über einen bestimmten Gegenstand ein, also auf diesen einzuwirken und andere von der Einwirkung auszuschließen. Herrschaftsrechte können an körperlichen (Sachen), an Rechten oder unkörperlichen (Immaterialgütern) Rechtsobjekten bestehen.

## Herrschaftsrechte an Sachen
Herrschaftsrechte an Sachen werden auch dingliche Rechte genannt und werden überwiegend im Sachenrecht geregelt. Das wichtigste und umfassendste dingliche Recht ist das Eigentum, das dem Besitzer die volle rechtliche Sachherrschaft gibt. Er kann mit seiner Sache (im Rahmen der Rechtsordnung) nach Belieben verfahren und andere von der Nutzung ausschließen.

## Herrschaftsrechte an geistigen Schöpfungen
Herrschaftsrechte an geistigen Schöpfungen sind die Immaterialgüterrechte. Ein Beispiel für ein Herrschaftsrecht an einem immateriellen Gut ist das Patent. Kraft des Patents ist der Patentinhaber gem. § 9 PatG alleine berechtigt, die patentierte Erfindung im Rahmen des geltenden Rechts zu benutzen (in Österreich: § 22 öPatG (1996), in der Schweiz: Art. 8 PatG).

## Herrschaftsrechte an Rechten
Auch an Rechten können Herrschaftsrechte bestehen: In §§ 1273 ff. wird das Pfandrecht an Rechten geregelt, in §§ 1068 ff. der Nießbrauch an Rechten, hier wird jeweils ein Herrschaftsrecht an einem Recht begründet.

## Herrschaftsrechte an Personen
Herrschaftsrechte an Personen (Sklaverei, Schuldknechtschaft, Leibeigenschaft) existieren in modernen Rechtsordnungen nicht mehr. Das Eltern-Kind-Verhältnis ist kein Herrschaftsverhältnis, sondern ein Sorgerechte und -pflichten umfassendes Personenverhältnis (§ 1626 BGB).